# محطة عمان
محطة عمان في الأردن هي إحدى محطات الخط الحديدي الحجازي التاريخي الذي كان يصل بين بلاد الشام ومكة المكرمة انطلاقاً من دمشق والذي توقف العمل به منذ بدايات القرن العشرين. المبنى الأثري للمحطة يعتبر أحد معالم مدينة عمان التاريخية. وتقع المحطة في منطقة عمان الشرقية غرب منطقة ماركا وشرق المدرج الروماني بالقرب من مطار ماركا الدولي. وتتوسط محطة عمان الطريق بين محطة الزرقاء ومحطة معان.

## استخدامات المحطة

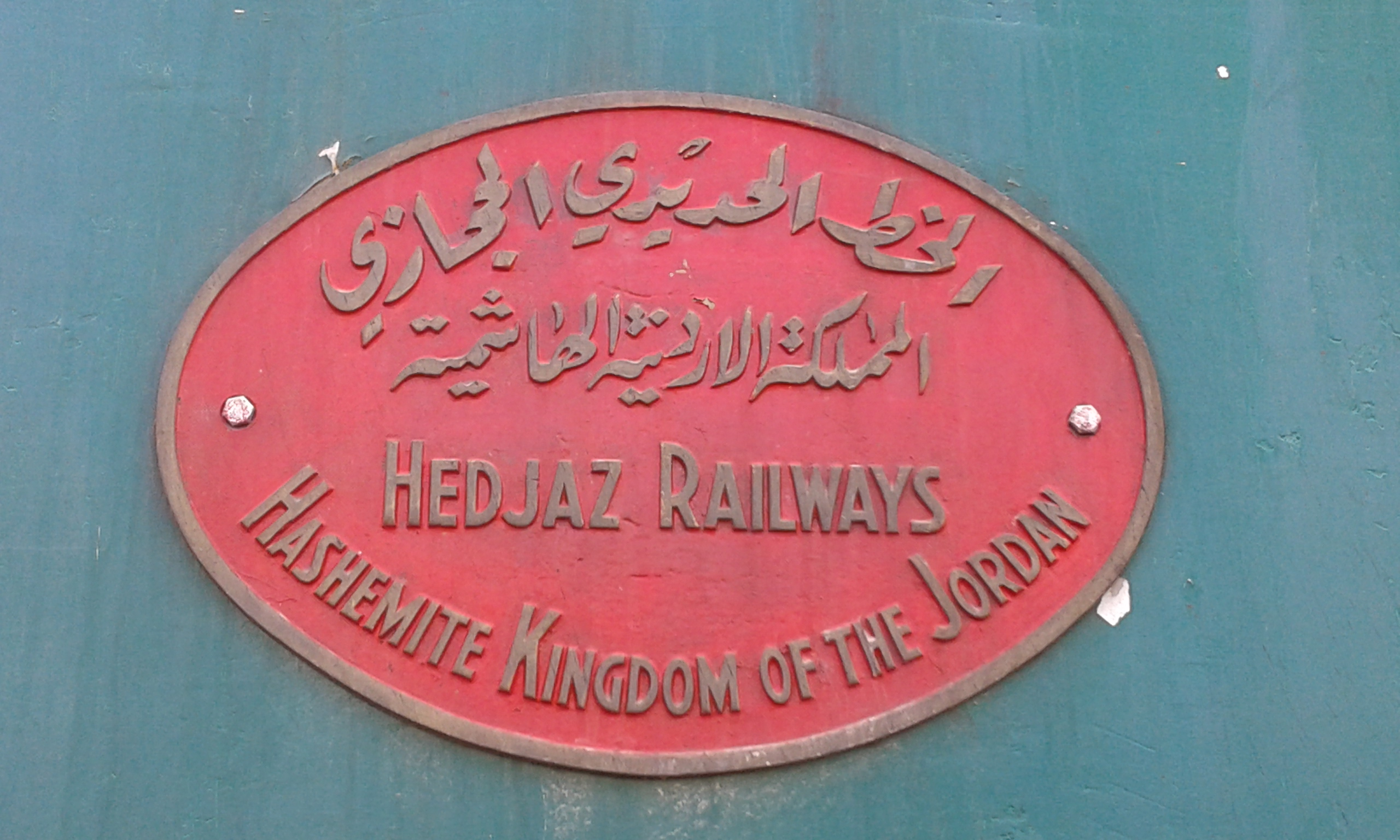
ملصق على القاطرة 52 من سكة حديد الحجاز الأردني، الآن خارج الخدمة

تقوم مؤسسة الخط الحديدي الحجازي الاردني بتسير رحلات سياحة إلى محطة القصر- ام الحيران بالقرب من مؤسسة الإذاعة والتلفزيون وإلى كل من الزرقاء والمفرق. كما تقوم في ثاني وثالث أيام عيد الاضحى بتسير رحلة من محطة عمان إلى محطة الجيزة.
و قد تم استخدام المحطة ولمرتين فقط لعقد حفل زفاف أخرهما كان في أغسطس 2015 

## معرض الصور

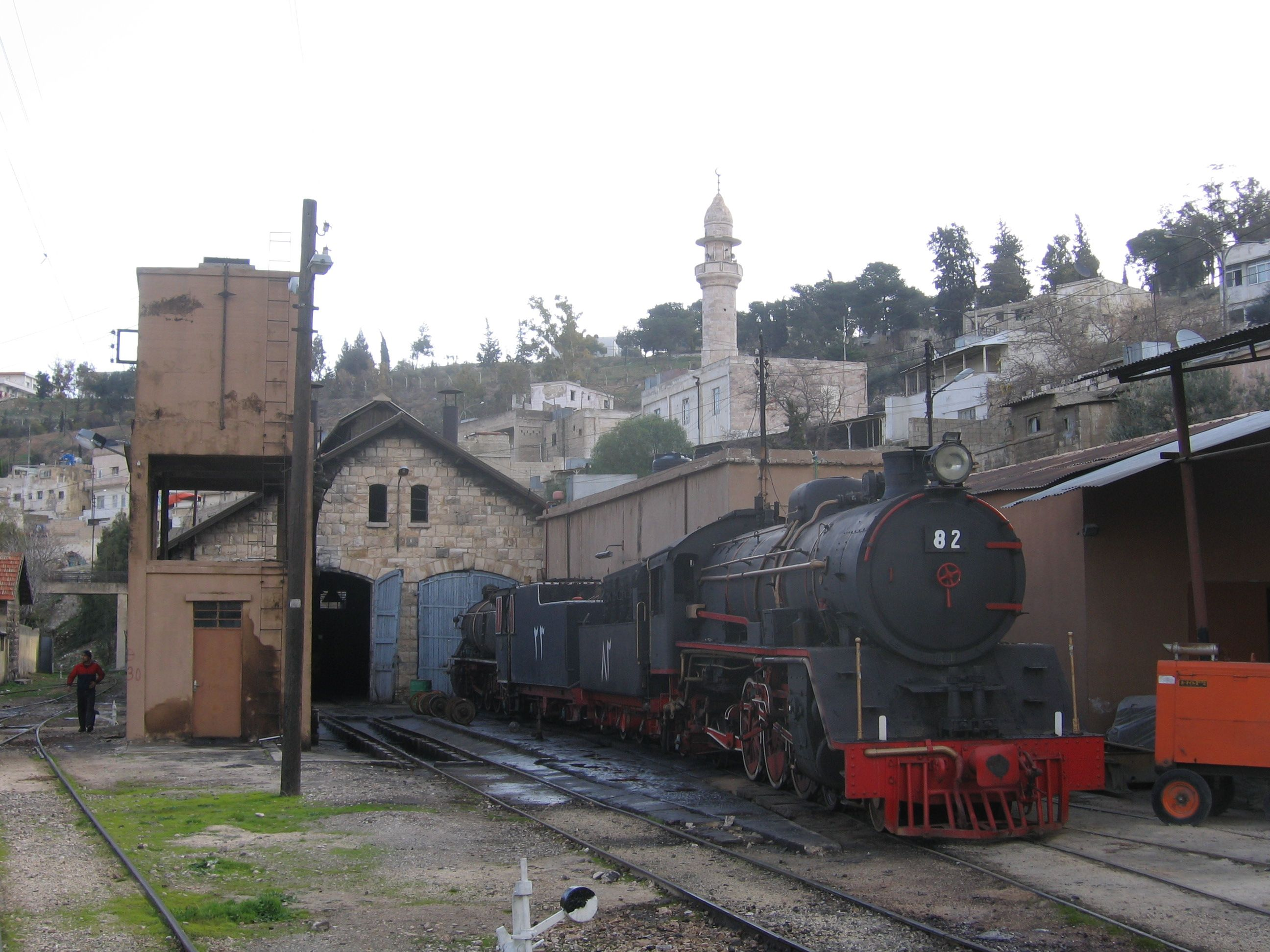
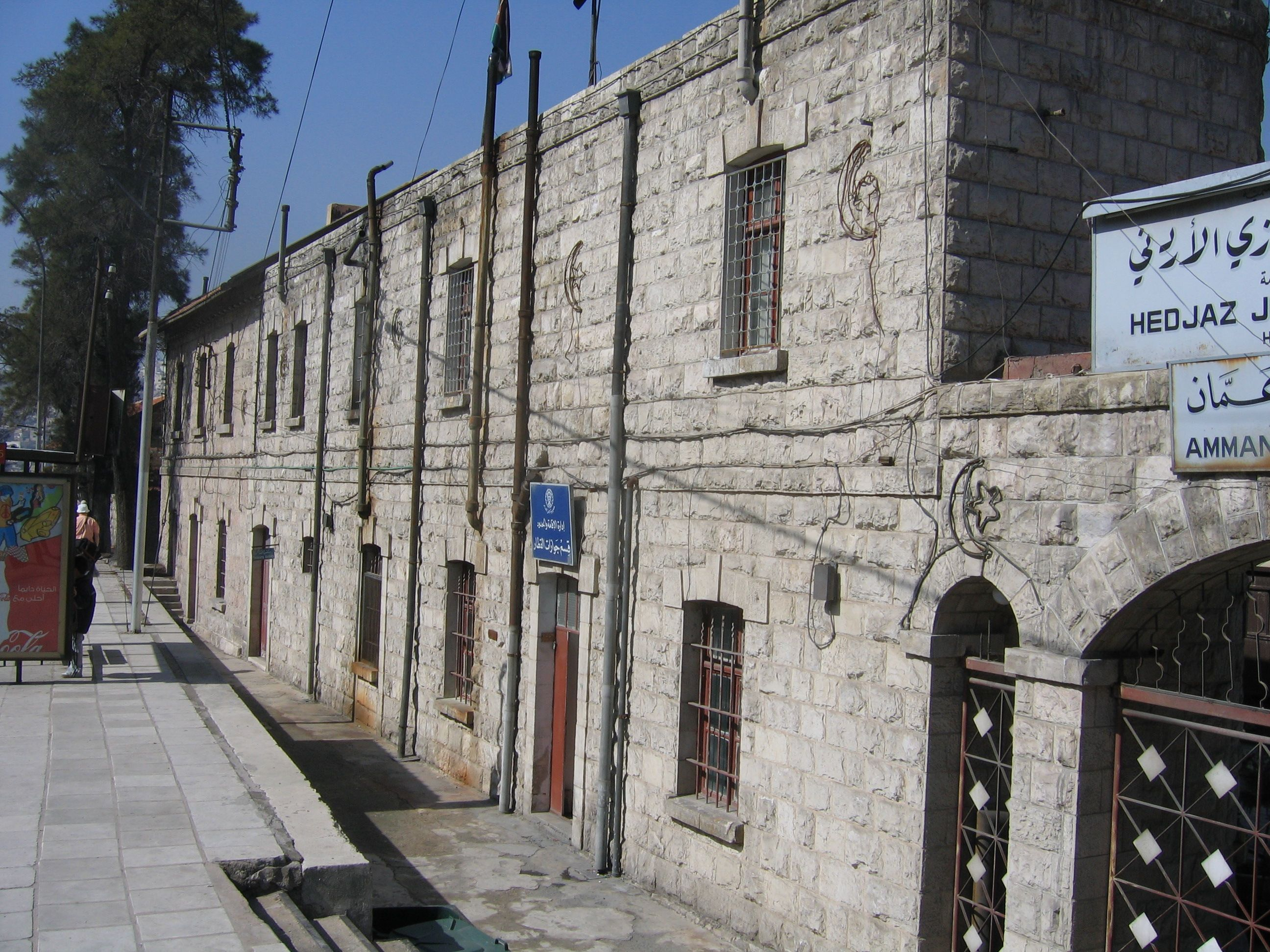
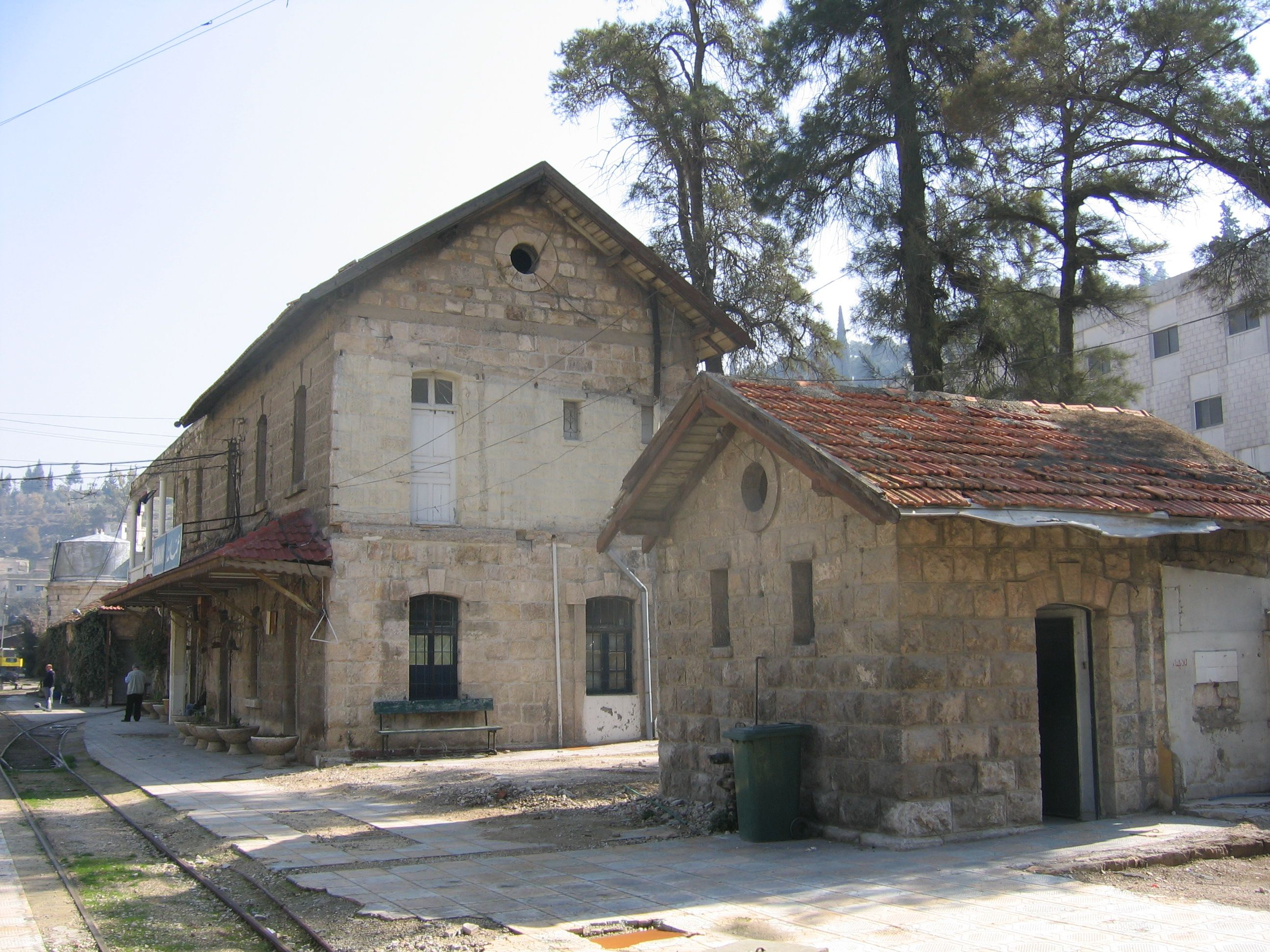
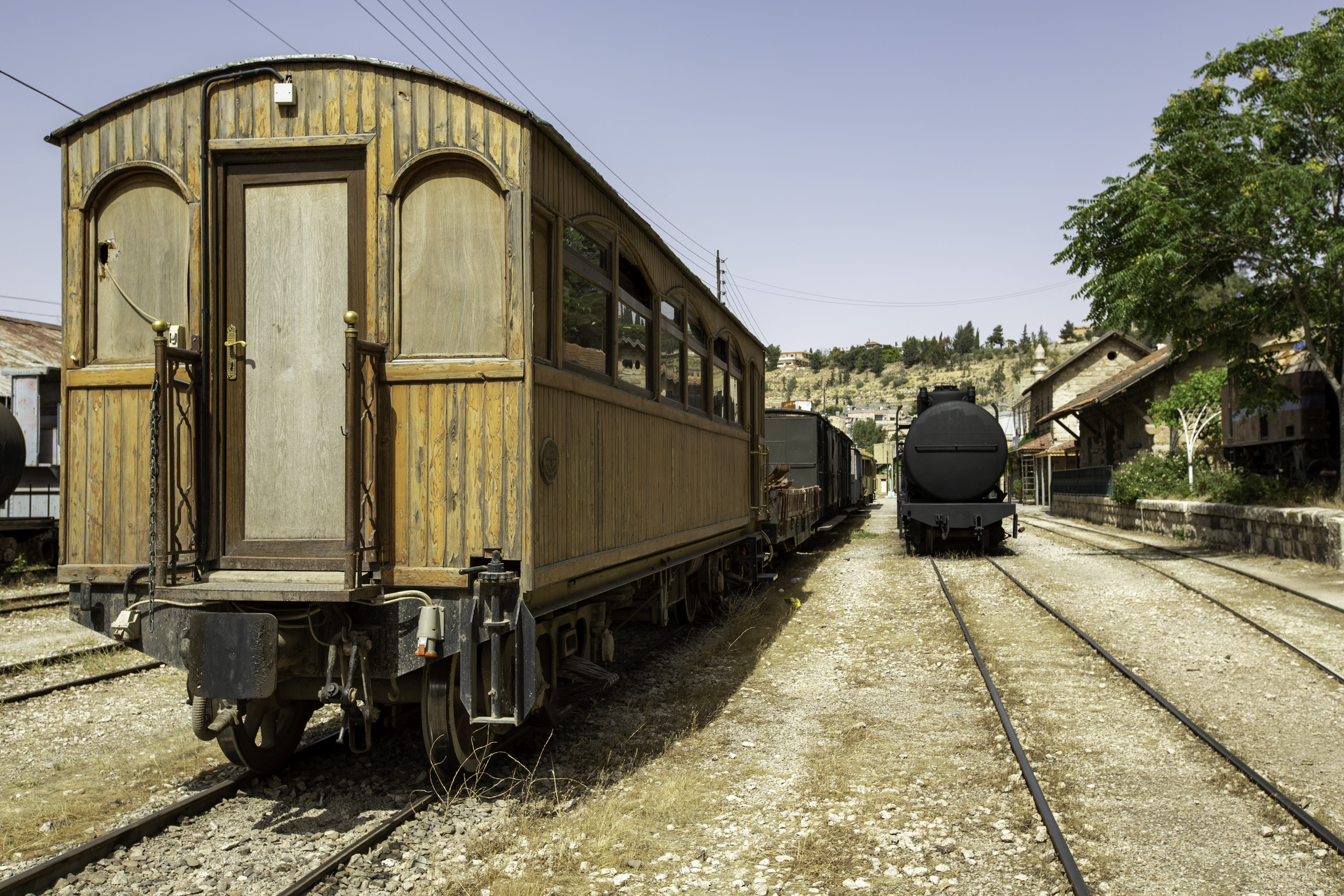